# Presidenti della Sardegna
Questa lista raccoglie l'elenco degli Alti Commissari, Presidenti della Giunta Regionale, Presidenti della Regione e Presidenti del Consiglio Regionale della Sardegna, dall'istituzione della Regione a statuto speciale nel 1948 ad oggi.
Dal 1944 al 1949 l'Istituzione è stata retta dall'Alto Commissario Pietro Pinna Parpaglia. Dalle prime elezioni regionali dell'8 maggio 1949, il Consiglio regionale ha avuto una durata di 4 anni sino all'approvazione della legge costituzionale del 1972. Da tale data la durata è portata a 5 anni, uniformandola a quella dei Consigli delle Regioni ordinarie appena istituite. Con la nuova legge costituzionale del 1999, che modifica il sistema elettorale nelle regioni a Statuto speciale, il Presidente della Giunta regionale diviene Presidente della Regione, eletto direttamente dal corpo elettorale: non vi è più il voto di fiducia del Consiglio.

## Elenco

### Presidenti eletti dal Consiglio regionale
| Nº  | Presidente (nascita-morte) | Presidente (nascita-morte) | Presidente (nascita-morte)          | Mandato                       | Mandato           | Partito                                 | Giunta                                                                | Legislatura                             |
| Nº  | Presidente (nascita-morte) | Presidente (nascita-morte) | Presidente (nascita-morte)          | Inizio                        | Fine              | Partito                                 | Giunta                                                                | Legislatura                             |
| --- | -------------------------- | -------------------------- | ----------------------------------- | ----------------------------- | ----------------- | --------------------------------------- | --------------------------------------------------------------------- | --------------------------------------- |
| 1º  |                            |                            | Luigi Crespellani (1897-1967)       | 31 maggio 1949                | 3 agosto 1951     | Democrazia Cristiana                    | Crespellani I                                                         | I (1949)                                |
| 1º  | 3 agosto 1951              | 3 luglio 1953              | Luigi Crespellani (1897-1967)       | Crespellani II                |                   | Democrazia Cristiana                    |                                                                       | I (1949)                                |
| 1º  | 3 luglio 1953              | 7 gennaio 1954             | Luigi Crespellani (1897-1967)       | Crespellani III               | II (1953)         | Democrazia Cristiana                    |                                                                       |                                         |
| 2º  |                            |                            | Alfredo Corrias (1895-1989)         | 21 gennaio 1954               | II (1953)         | 24 gennaio 1955                         | Democrazia Cristiana                                                  | Corrias A. I                            |
| 2º  | 24 gennaio 1955            | 13 giugno 1955             | Alfredo Corrias (1895-1989)         | Corrias A. II                 | II (1953)         |                                         | Democrazia Cristiana                                                  |                                         |
| 3º  |                            |                            | Giuseppe Brotzu (1895-1976)         | 21 giugno 1955                | II (1953)         | 2 luglio 1957                           | Democrazia Cristiana                                                  | Brotzu I                                |
| 3º  | 2 luglio 1957              | 30 ottobre 1958            | Giuseppe Brotzu (1895-1976)         | Brotzu II                     | III (1957)        |                                         | Democrazia Cristiana                                                  |                                         |
| 4º  |                            |                            | Efisio Corrias (1911-2007)          | 13 novembre 1958              | III (1957)        | 2 luglio 1961                           | Democrazia Cristiana                                                  | Corrias E. I                            |
| 4º  | 3 luglio 1961              | 2 luglio 1965              | Efisio Corrias (1911-2007)          | Corrias E. II, Corrias E. III | IV (1961)         |                                         | Democrazia Cristiana                                                  |                                         |
| 4º  | 3 luglio 1965              | 16 marzo 1966              | Efisio Corrias (1911-2007)          | Corrias E. IV, Corrias E. V   | V (1965)          |                                         | Democrazia Cristiana                                                  |                                         |
| 5º  |                            |                            | Paolo Dettori (1926-1975)           | 30 marzo 1966                 | V (1965)          | 1º febbraio 1967                        | Democrazia Cristiana                                                  | Dettori                                 |
| 6º  |                            |                            | Giovanni Del Rio (1925-2015)        | 14 febbraio 1967              | V (1965)          | 2 luglio 1969                           | Democrazia Cristiana                                                  | Del Rio I                               |
| 6º  | 3 luglio 1969              | 26 gennaio 1970            | Giovanni Del Rio (1925-2015)        | Del Rio II, Del Rio III       | VI (1969)         |                                         | Democrazia Cristiana                                                  |                                         |
| 7º  |                            |                            | Lucio Abis (1926-2014)              | 2 febbraio 1970               | VI (1969)         | 5 novembre 1970                         | Democrazia Cristiana                                                  | Abis                                    |
| 8º  |                            |                            | Antonio Giagu Demartini (1925-2006) | 5 gennaio 1971                | VI (1969)         | 28 gennaio 1972                         | Democrazia Cristiana                                                  | Giagu Demartini I                       |
| 9º  |                            |                            | Pietro Soddu (1929)                 | 11 febbraio 1972              | VI (1969)         | 14 marzo 1972                           | Democrazia Cristiana                                                  | Soddu I, Soddu II, Soddu III            |
| 10º |                            |                            | Salvator Angelo Spano (1925-2004)   | 18 marzo 1972                 | VI (1969)         | 22 novembre 1972                        | Democrazia Cristiana                                                  | Spano                                   |
| –   |                            |                            | Antonio Giagu Demartini (1925-2006) | 7 dicembre 1972               | VI (1969)         | 10 dicembre 1973                        | Democrazia Cristiana                                                  | Giagu Demartini II, Giagu Demartini III |
| –   |                            |                            | Giovanni Del Rio (1925-2015)        | 10 dicembre 1973              | VI (1969)         | 2 luglio 1974                           | Democrazia Cristiana                                                  | Del Rio III                             |
| –   | 3 luglio 1974              | 8 maggio 1976              | Giovanni Del Rio (1925-2015)        | Del Rio IV                    | VII (1974)        |                                         | Democrazia Cristiana                                                  |                                         |
| –   |                            |                            | Pietro Soddu (1929)                 | 8 maggio 1976                 | VII (1974)        | 16 giugno 1979                          | Democrazia Cristiana                                                  | Soddu IV                                |
| 11º |                            |                            | Mario Puddu (1926-2023)             | 31 luglio 1979                | 19 settembre 1979 | Democrazia Cristiana                    | Puddu I, Puddu II, Puddu III                                          | VIII (1979)                             |
| 12º |                            |                            | Alessandro Ghinami (1923-2016)      | 25 settembre 1979             | 18 settembre 1980 | Partito Socialista Democratico Italiano | Ghinami I, Ghinami II                                                 | VIII (1979)                             |
| –   |                            |                            | Pietro Soddu (1929)                 | 7 ottobre 1980                | 28 ottobre 1980   | Democrazia Cristiana                    | Soddu V                                                               | VIII (1979)                             |
| –   |                            |                            | Mario Puddu (1926-2023)             | 12 novembre 1980              | 27 novembre 1980  | Democrazia Cristiana                    | Puddu IV                                                              | VIII (1979)                             |
| 13º |                            |                            | Francesco Rais (1940)               | 4 dicembre 1980               | 11 maggio 1982    | Partito Socialista Italiano             | Rais I, Rais II, Rais III                                             | VIII (1979)                             |
| 14º |                            |                            | Mario Melis (1921-2003)             | 18 maggio 1982                | 4 giugno 1982     | Partito Sardo d'Azione                  | Melis I                                                               | VIII (1979)                             |
| 15º |                            |                            | Angelo Rojch (1937)                 | 16 giugno 1982                | 23 giugno 1984    | Democrazia Cristiana                    | Rojch I, Rojch II                                                     | VIII (1979)                             |
| –   |                            |                            | Mario Melis (1921-2003)             | 24 agosto 1984                | 10 giugno 1989    | Partito Sardo d'Azione                  | Melis II, Melis III, Melis IV                                         | IX (1984)                               |
| 16º |                            |                            | Mario Floris (1937)                 | 8 agosto 1989                 | 30 ottobre 1991   | Democrazia Cristiana                    | Floris I                                                              | X (1989)                                |
| 17º |                            |                            | Antonello Cabras (1949)             | 13 novembre 1991              | 10 giugno 1994    | Partito Socialista Italiano             | Cabras I, Cabras II, Cabras III                                       | X (1989)                                |
| 18º |                            |                            | Federico Palomba (1937)             | 5 agosto 1994                 | 12 giugno 1999    | Alleanza dei Progressisti               | Palomba I, Palomba II, Palomba III, Palomba IV, Palomba V, Palomba VI | XI (1994)                               |
| 19º |                            |                            | Mauro Pili (1966)                   | 9 agosto 1999                 | 8 ottobre 1999    | Forza Italia                            | Pili I                                                                | XII (1999)                              |
| 20º |                            |                            | Gian Mario Selis (1944)             | 18 ottobre 1999               | 5 novembre 1999   | Partito Popolare Italiano               | Selis                                                                 | XII (1999)                              |
| –   |                            |                            | Mario Floris (1937)                 | 16 novembre 1999              | 16 ottobre 2001   | Unione Democratica per la Repubblica    | Floris II                                                             | XII (1999)                              |
| –   |                            |                            | Mauro Pili (1966)                   | 25 ottobre 2001               | 25 agosto 2003    | Forza Italia                            | Pili II, Pili III, Pili IV                                            | XII (1999)                              |
| 21º |                            |                            | Italo Masala (1937)                 | 28 agosto 2003                | 11 giugno 2004    | Alleanza Nazionale                      | Masala                                                                | XII (1999)                              |

### Presidenti a elezione diretta
| Nº  | Presidente (nascita-morte) | Presidente (nascita-morte) | Presidente (nascita-morte)                   | Mandato          | Mandato          | Partito                 | Giunta      | Coalizione | Coalizione                                 | Legislatura |
| Nº  | Presidente (nascita-morte) | Presidente (nascita-morte) | Presidente (nascita-morte)                   | Inizio           | Fine             | Partito                 | Giunta      | Coalizione | Coalizione                                 | Legislatura |
| --- | -------------------------- | -------------------------- | -------------------------------------------- | ---------------- | ---------------- | ----------------------- | ----------- | ---------- | ------------------------------------------ | ----------- |
| 22º |                            |                            | Renato Soru (1957)                           | 26 giugno 2004   | 25 dicembre 2008 | Progetto Sardegna       | Soru        |            | L'Unione (DS-DL-PS-PRC SDI-UDEUR-PdCI-IdV) | XIII (2004) |
| 22º | Partito Democratico        |                            | Renato Soru (1957)                           | 26 giugno 2004   | 25 dicembre 2008 |                         | Soru        |            | L'Unione (DS-DL-PS-PRC SDI-UDEUR-PdCI-IdV) | XIII (2004) |
| –   |                            |                            | Carlo Mannoni (vicepresidente f.f.) (1946– ) | 25 dicembre 2008 | 27 febbraio 2009 | Partito Democratico     | Soru        |            | L'Unione (DS-DL-PS-PRC SDI-UDEUR-PdCI-IdV) | XIII (2004) |
| 23º |                            |                            | Ugo Cappellacci (1960)                       | 27 febbraio 2009 | 12 marzo 2014    | Il Popolo della Libertà | Cappellacci |            | PdL-UdC-RS-PSd'Az-Civiche                  | XIV (2009)  |
| 23º | Forza Italia               |                            | Ugo Cappellacci (1960)                       | 27 febbraio 2009 | 12 marzo 2014    |                         | Cappellacci |            | PdL-UdC-RS-PSd'Az-Civiche                  | XIV (2009)  |
| 24º |                            |                            | Francesco Pigliaru (1954)                    | 12 marzo 2014    | 20 marzo 2019    | Partito Democratico     | Pigliaru    |            | PD-SEL-CD-Civiche                          | XV (2014)   |
| 25º |                            |                            | Christian Solinas (1976)                     | 20 marzo 2019    | 20 marzo 2024    | Partito Sardo d'Azione  | Solinas     |            | Lega-PSd'Az-FI-RS FdI-UdC-Civiche          | XVI (2019)  |
| 26ª |                            |                            | Alessandra Todde (1969)                      | 20 marzo 2024    | in carica        | Movimento 5 Stelle      | Todde       |            | PD-M5S-AVS-PP-PSI-Civiche                  | XVII (2024) |

## Presidenti per durata complessiva
| N. | Presidente              | Giorni in carica |
| -- | ----------------------- | ---------------- |
| 1  | Efisio Corrias          | 2680             |
| 2  | Giovanni Del Rio        | 1957             |
| 3  | Ugo Cappellacci         | 1839             |
| 4  | Francesco Pigliaru      | 1834             |
| 5  | Christian Solinas       | 1827             |
| 6  | Federico Palomba        | 1772             |
| 7  | Mario Melis             | 1768             |
| 8  | Luigi Crespellani       | 1682             |
| 9  | Renato Soru             | 1643             |
| 10 | Mario Floris            | 1513             |
| 11 | Giuseppe Brotzu         | 1227             |
| 12 | Pietro Soddu            | 1187             |
| 13 | Antonello Cabras        | 940              |
| 14 | Antonio Giagu Demartini | 756              |
| 15 | Angelo Rojch            | 738              |
| 16 | Mauro Pili              | 729              |
| 17 | Francesco Rais          | 523              |
| 18 | Alessandra Todde        | 508              |
| 19 | Alfredo Corrias         | 508              |
| 20 | Alessandro Ghinami      | 359              |
| 21 | Paolo Dettori           | 308              |
| 22 | Italo Masala            | 288              |
| 23 | Lucio Abis              | 276              |
| 24 | Mario Puddu             | 65               |
| -  | Carlo Mannoni (f.f.)    | 64               |
| 25 | Gian Mario Selis        | 18               |